# مشتق جهت‌دار
در ریاضیات، مشتق سویی یا مشتق جهتی یک تابع مشتق‌پذیر چند متغیره در راستای یک بردار {\displaystyle \mathbf {v} } در نقطهٔ {\displaystyle \mathbf {x} }، به‌طور شهودی نشان‌دهندهٔ نرخ تغییرات لحظه‌ای آن تابع در حال عبور از نقطهٔ {\displaystyle \mathbf {x} } با سرعتی معادل با بردار {\displaystyle \mathbf {v} } است. بنابراین، مشتق جهت‌دار، مفهوم مشتق پاره‌ای را که در آن نرخ تغییرات در راستای یکی از محورهای مختصات خمیده‌خط با ثابت در نظر گرفتن سایر مختصات محاسبه می‌شود، تعمیم می‌دهد.

## تعریف
مشتق جهت‌دار یک تابع نرده‌ای {\displaystyle f(\mathbf {x} )=f(x_{1},x_{2},\ldots ,x_{n})} در راستای بردار {\displaystyle \mathbf {v} =(v_{1},\ldots ,v_{n})} تابعی است که با حد زیر تعریف می‌شود:
{\displaystyle \nabla _{\mathbf {v} }{f}(\mathbf {x} )=\lim _{h\rightarrow 0}{\frac {f(\mathbf {x} +h\mathbf {v} )-f(\mathbf {x} )}{h}}}
اگر تابع {\displaystyle f} در نقطهٔ {\displaystyle \mathbf {x} } مشتق‌پذیر باشد، سپس مشتق جهت‌دار آن در این نقطه، در راستای هر بردار {\displaystyle \mathbf {v} } وجود داشته و می‌تواند از رابطهٔ زیر محاسبه شود:
{\displaystyle \nabla _{\mathbf {v} }{f}(\mathbf {x} )=\nabla f(\mathbf {x} )\cdot \mathbf {v} }
که {\displaystyle \nabla } در طرف راست معادلهٔ بالا، نشان‌دهندهٔ گرادیان و «{\displaystyle \cdot }» ضرب داخلی است.

### نماد
مشتق جهت‌دار با نمادهای زیر نشان داده می‌شود:
{\displaystyle \nabla _{\mathbf {v} }{f}(\mathbf {x} )\sim {\frac {\partial {f(\mathbf {x} )}}{\partial {v}}}\sim f'_{\mathbf {v} }(\mathbf {x} )\sim D_{\mathbf {v} }f(\mathbf {x} )\sim \mathbf {v} \cdot {\nabla f(\mathbf {x} )}}

### ویژگی‌ها
بسیاری از ویژگی‌های مشتق معمولی در مورد مشتق جهت‌دار هم برقرارند. به عنوان مثال، برای توابع {\displaystyle f} و {\displaystyle g} که در همسایگی نقطهٔ {\displaystyle p} تعریف شده و مشتق‌پذیر باشند، روابط زیر برقرار است:
1. قاعده جمع:

{\displaystyle \nabla _{v}(f+g)=\nabla _{v}f+\nabla _{v}g}
1. قاعده ضریب ثابت:

{\displaystyle \nabla _{v}(cf)=c\nabla _{v}f}
1. قاعده ضرب:

{\displaystyle \nabla _{v}(fg)=g\nabla _{v}f+f\nabla _{v}g}
1. قاعده زنجیری: اگر تابع {\displaystyle g} در {\displaystyle p} و تابع {\displaystyle h} در {\displaystyle g(p)} مشتق‌پذیر باشند، آن‌گاه:

{\displaystyle \nabla _{v}h\circ g(p)=h'(g(p))\nabla _{v}g(p)}